# TIMM22
TIMM22 (англ. Translocase of inner mitochondrial membrane 22) – білок, який кодується однойменним геном, розташованим у людей на короткому плечі 17-ї хромосоми. Довжина поліпептидного ланцюга білка становить 194 амінокислот, а молекулярна маса — 20 031.
| 10         |  | 20         |  | 30         |  | 40         |  | 50         |
| ---------- |  | ---------- |  | ---------- |  | ---------- |  | ---------- |
| MAAAAPNAGG |  | SAPETAGSAE |  | APLQYSLLLQ |  | YLVGDKRQPR |  | LLEPGSLGGI |
| PSPAKSEEQK |  | MIEKAMESCA |  | FKAALACVGG |  | FVLGGAFGVF |  | TAGIDTNVGF |
| DPKDPYRTPT |  | AKEVLKDMGQ |  | RGMSYAKNFA |  | IVGAMFSCTE |  | CLIESYRGTS |
| DWKNSVISGC |  | ITGGAIGFRA |  | GLKAGAIGCG |  | GFAAFSAAID |  | YYLR       |

A: Аланін

C: Цистеїн

D: Аспарагінова кислота

E: Глутамінова кислота

F: Фенілаланін

G: Гліцин

I: Ізолейцин

K: Лізин

L: Лейцин

M: Метіонін

N: Аспарагін

P: Пролін

Q: Глутамін

R: Аргінін

S: Серин

T: Треонін

V: Валін

W: Триптофан

Задіяний у таких біологічних процесах, як транспорт, транспорт білків, транслокація. 
Локалізований у мембрані, мітохондрії, внутрішній мембрані мітохондрії.